# Thricops tirolensis
Thricops tirolensis är en tvåvingeart som först beskrevs av Camillo Rondani 1877.  Thricops tirolensis ingår i släktet Thricops och familjen husflugor.
Artens utbredningsområde är Italien. Inga underarter finns listade i Catalogue of Life.